# Normann Stadler
Normann Stadler ("The Nominator") (Wertheim am Main, 25 februari 1973) is een Duitse triatleet en duatleet. Hij werd tweemaal wereldkampioen duatlon en tweemaal wereldkampioen triatlon op de Ironman-afstand.
Zijn eerste succes boekte hij in 1994 met het winnen van het wereldkampioenschap op de duatlon. Deze titel won hij opnieuw in 2006. Hij won de Ironman Hawaï in 2004 in een tijd van 8:33.21. In 2005 is hij uitgestapt wegens twee lekke banden. In 2006 wist hij opnieuw Hawaï te winnen met een tijd van 8:11.56. In 2007 moest hij wegens ziekte bij het fietsen uitstappen. Hierdoor kon hij zijn wereldtitel niet verdedigen. Verder won hij ook de Ironman Australia in 2000 en 2001.
Sterkste onderdeel van Norman is het fietsen. Zo is hij houder van de snelste fietstijd ooit op Hawaï in een tijd van 4:18.23 (41,86 km/u) over 180 km. Op 30 juni 2008 maakte hij bekend gesponsord te worden door Scott bicycles.

## Titels
- Wereldkampioen duatlon - 1994
- Wereldkampioen triatlon op de Ironman-afstand - 2004, 2006
- Duits kampioen triatlon op de middenafstand - 2003, 2008
- Duits kampioen duatlon - 1995, 1996, 2004

## Belangrijkste prestaties
| Jaar | Rang   | Wedstrijd                                         | Tijd     | Opmerking |
| ---- | ------ | ------------------------------------------------- | -------- | --------- |
| 1994 | Zilver | EK duatlon in Vukoatti                            | 2:38.44  |           |
| 1994 | 10e    | EK triatlon op de olympische afstand in Eichstatt | 1:55.30  |           |
| 1994 | Goud   | WK duatlon op de korte afstand in Hobart          | 1:48.29  |           |
| 1995 | Brons  | WK duatlon op de korte afstand in Cancún          | 1:44.23  |           |
| 1995 | 6e     | EK triatlon op de olympische afstand in Stockholm | 1:48.00  |           |
| 1995 | 51e    | WK triatlon op de olympische afstand in Cancún    | 1:54.16  |           |
| 1998 | 5e     | Ironman Switzerland                               |          |           |
| 1999 | 4e     | Ironman Switzerland                               |          |           |
| 1999 | 15e    | Ironman Hawaï                                     | 8:45.57  |           |
| 2000 | 1e     | Ironman Australia                                 | 8:30.37  |           |
| 2000 | 3e     | Ironman Hawaï                                     | 8:26.45  |           |
| 2001 | 1e     | Ironman Australia                                 | 8:30.23  |           |
| 2001 | 4e     | Ironman Hawaï                                     | 8:49.43  |           |
| 2002 | 199e   | Ironman Hawaï                                     | 10:01.09 |           |
| 2003 | 10e    | WK triatlon op de lange afstand op Ibiza          | 5:45.07  |           |
| 2003 | 6e     | Ironman Germany                                   | 8:33.07  |           |
| 2003 | 4e     | Ironman Hawaï                                     | 8:32.47  |           |
| 2004 | DNF    | Ironman New Zealand                               | NVT      |           |
| 2004 | 2e     | Ironman Switzerland                               | 8:21.24  |           |
| 2004 | 1e     | Ironman Hawaï                                     | 8:33.29  |           |
| 2005 | 11e    | Ironman Germany                                   | 8:55.57  |           |
| 2005 | DNF    | Ironman Hawaï                                     | NVT      |           |
| 2006 | 1e     | Ironman Hawaï                                     | 8:11.56  |           |
| 2007 | DNF    | Ironman Hawaï                                     | NVT      |           |
| 2008 | 12e    | Ironman Hawaï                                     | 8:44.04  |           |
| 2009 | 4e     | Challenge Roth                                    | 8:03.43  |           |
| 2009 | DNF    | Ironman Hawaï                                     | NVT      |           |
| 2010 | Goud   | Challenge Kraichgau                               | 3:54.22  |           |
| 2010 | DNF    | Challenge Roth                                    | NVT      |           |
| 2010 | 34e    | Ironman Hawaï                                     | 8:49.26  |           |
| 2011 | Brons  | TriStar111 Mallorca                               | 3:41.00  |           |
| 2011 | DNF    | TriGrandPrix in Zarautz                           |          |           |